# Festival international du nouveau cinéma latino-américain de La Havane
Le Festival international du nouveau cinéma latino-américain de La Havane (Festival Internacional del Nuevo Cine Latinoamericano de La Habana) est, depuis sa création en 1979, l'un des plus importants festivals de cinéma latino-américain. Il a lieu en décembre.

## Principaux prix
- Parmi les prix décernés annuellement, les plus importants sont le Gran Coral (c'est-à-dire Grand Corail), nommé ainsi en référence aux récifs de corail des Caraïbes, et le Corail du meilleur réalisateur à partir de 1991.

| Année | Grand Corail du meilleur film                                                                                      | Corail du meilleur réalisateur                                    |
| 1979  | Maluala (ca) de Sergio Giral Coronel Delmiro Gouveia (pt) de Geraldo Sarno                                         |                                                                   |
| 1980  | Les Chemins de la liberté (pt) (Gaijin - Os Caminhos da Liberdade) de Tizuka Yamasaki                              |                                                                   |
| 1981  | Ils ne portent pas de smoking (Eles não usam Black-Tie) de Leon Hirszman                                           |                                                                   |
| 1982  | Le Temps de la revanche (Tiempo de revancha) de Adolfo Aristarain                                                  |                                                                   |
| 1983  | Jusqu'à un certain point (Hasta cierto punto) de Tomás Gutiérrez Alea                                              |                                                                   |
| 1984  | Mémoires de prison (Memórias do Cárcere) de Nelson Pereira dos Santos                                              |                                                                   |
| 1985  | Frida, naturaleza viva de Paul Leduc Tangos, l'exil de Gardel (Tangos, el exilio de Gardel) de Fernando E. Solanas |                                                                   |
| 1986  | A Hora da Estrela de Suzana Amaral Un hombre de éxito (es) de Humberto Solás                                       |                                                                   |
| 1987  | Le Film du roi (La película del rey) de Carlos Sorin                                                               |                                                                   |
| 1988  | Le Sud (Sur) de Fernando E. Solanas                                                                                |                                                                   |
| 1989  | Últimas imágenes del naufragio de Eliseo Subiela                                                                   |                                                                   |
| 1990  | Hello Hemingway (es) de Fernando Pérez                                                                             |                                                                   |
| 1991  | Jericó (es) de Luis Alberto Lamata                                                                                 | Paul Leduc pour Latino Bar                                        |
| 1992  | La tarea (es) de Jaime Humberto Hermosillo                                                                         | Ricardo Larraín pour La frontera                                  |
| 1993  | Fraise et Chocolat (Fresa y chocolate) de Tomás Gutiérrez Alea et Juan Carlos Tabío                                | Tomás Gutiérrez Alea et Juan Carlos Tabío pour Fraise et Chocolat |
| 1994  | Principio y fin de Arturo Ripstein                                                                                 | Carlos Diegues pour Regarde cette chanson                         |
| 1995  | El callejón de los milagros de Jorge Fons                                                                          | Jorge Fons pour El callejón de los milagros                       |
| 1996  | Carmin profond (Profundo carmesí) de Arturo Ripstein                                                               | Arturo Ripstein pour Carmin profond                               |
| 1997  | Martín (Hache) de Adolfo Aristarain                                                                                | Adolfo Aristarain pour Martín (Hache)                             |
| 1998  | La vie, c'est siffler (La vida es silbar) de Fernando Pérez                                                        | Fernando Pérez pour La Vie, c'est siffler                         |
| 1999  | Garage Olimpo de Marco Bechis                                                                                      | Eduardo Rossoff pour Ave María                                    |
| 2000  | La Vie peu ordinaire de Dona Linhares (Eu Tu Eles) de Andrucha Waddington                                          | Francisco José Lombardi pour Tinta roja                           |
| 2001  | La ciénaga de Lucrecia Martel                                                                                      | Lucrecia Martel pour La ciénaga                                   |
| 2002  | La Cité de Dieu (Cidade de Deus) de Fernando Meirelles Tan de repente de Diego Lerman                              | Walter Salles pour Avril brisé                                    |
| 2003  | Suite Habana de Fernando Pérez                                                                                     | Fernando Pérez pour Suite Habana                                  |
| 2004  | Whisky de Pablo Stoll et Juan Pablo Rebella                                                                        | Lucrecia Martel pour La niña santa                                |
| 2005  | Iluminados por el fuego (es) de Tristán Bauer (es)                                                                 | Felipe Cazals pour Las vueltas del citrillo (es)                  |
| 2006  | Le Ciel de Suely (O Céu de Suely) de Karim Aïnouz                                                                  | Rodrigo Moreno pour Le Garde du corps                             |
| 2007  | Lumière silencieuse (Stellet licht) de Carlos Reygadas                                                             | Carlos Reygadas pour Lumière silencieuse                          |
| 2008  | Tony Manero de Pablo Larraín                                                                                       | Albertina Carri pour La Rabia                                     |
| 2009  | Fausta (La teta asustada) de Claudia Llosa                                                                         | Juan José Campanella pour Dans ses yeux                           |
| 2010  | La vida útil (es) de Federico Veiroj                                                                               | Fernando Pérez pour José Martí: el Ojo del Canario                |
| 2011  | El Narco (es) (El infierno) de Luis Estrada                                                                        | José Padilha pour Troupe d'élite 2                                |
| 2012  | No de Pablo Larraín                                                                                                | Michel Franco pour Después de Lucía                               |
| 2013  | Heli d'Amat Escalante                                                                                              | Lucía Puenzo pour Le Médecin de famille                           |
| 2014  | Chala, une enfance cubaine d'Ernesto Daranas                                                                       | Damián Szifrón pour Les Nouveaux Sauvages                         |
| 2015  | El club de Pablo Larraín                                                                                           | Sandra Kogut pour Campo Grande                                    |
| 2016  | Desierto de Jonás Cuarón                                                                                           | Víctor Gaviria pour La mujer del animal                           |
| 2017  | Alanis d'Anahí Berneri                                                                                             | Lucrecia Martel pour Zama                                         |
| 2018  | Les Oiseaux de passage de Ciro Guerra et Cristina Gallego                                                          | Carlos Reygadas pour Nuestro Tiempo                               |
| 2019  | Los sonámbulos de Paula Hernández                                                                                  | Jorge Riquelme Serrano pour Algunas Bestias                       |

- Le festival décerne également le Grand Corail du meilleur documentaire : le premier primé, en 1979, n'est autre que La Bataille du Chili (La batalla de Chile) de Patricio Guzmán.

## Historique
Lors du Festival international du nouveau cinéma latino-américain de La Havane, en 2016, le film Santa et Andres est exclu de la compétition par Roberto Smith le directeur de l'Institut cubain des arts et de l'industrie cinématographiques. Celui-ci indique : « Le film présente une image de la révolution qui la réduit à une expression d'intolérance et de violence contre la culture (et) fait un usage irresponsable de nos symboles patriotiques et de références inacceptables envers le camarade Fidel ».

## Remarque
Les cinématographies nationales les plus primées sont :
- le cinéma argentin avec onze prix du meilleur film ;
- le cinéma mexicain avec neuf prix du meilleur film ;
- le cinéma brésilien avec huit prix du meilleur film ;
- le cinéma cubain avec huit prix du meilleur film ;
- le cinéma chilien avec trois prix du meilleur film.